# De Triplici Statu Mundi
El De Triplici Statu Mundi (Sobre los tres estados del mundo) es un opúsculo de temática escatológica atribuido a Francesc Eiximenis en latín escrito entre 1378 y 1379.. Este opúsculo fue transcrito y editado por Albert Hauf en 1979.

## Contenido
Como su título indica, esta obra trata sobre la división de la historia de la humanidad en tres estados o edades, que serían:
- Primer estado

Los hombres de este estado dice que eran malos y belicosos, y dice que Dios les envió una serie de castigos por ello: El diluvio universal, la huida de Egipto con Moisés, Sodoma y Gomorra, el cordero de oro del Sinaí y el consiguiente castigo divino, la usurpación del sacerdocio a Aarón por Datán, Abirón y Coré y su muerte por este hecho; y al final, la destrucción de Jerusalén en tiempo de Tito y Vespasiano. Considera en este estado que el pueblo de Dios es el pueblo judío.
- Segundo estado

Dios envió aquí también castigos, si bien no tantos como en el primer estado. Además Dios envió en este estado para ayudar el género humano san Bernardo de Claraval, san Francisco de Asís y santo Domingo de Guzmán. Dice no obstante que al final de este estado, y quizás antes de que se acabe el siglo en que se escribió este opúsculo (siglo XIV), ocurrirán graves alteraciones, que superarán las del primer estado, y al final aparecerá un personaje común en materia escatológica medieval, el Anticristo Místico. 
Enumera entonces ocho signos que indicarán que todo ello iba a suceder, y merece destacarse el octavo, que es la división de la Iglesia en el Cisma de Occidente. Aprovecha esto el autor de este opúsculo para defender al papa de Roma Urbano VI y criticar a los papas de Aviñón. Parece también poner como signos de esta próxima venida del Anticristo Místico los ataques a la Iglesia por parte de los emperadores Federico I Barbarroja y Federico II Hohenstaufen. Como tareas que hará el Anticristo Místico, repite una serie de lugares comunes en materia escatológica medieval: La conquista de Tierra Santa y la conversión de los infieles. 
Dice que este Anticristo Místico será tan terrible que se parecerá al Anticristo final, y para consolación del género humano expone una serie de reglas de comportamiento en estos tiempos, que según Albert Hauf corresponderían a las Regulae pro tempore persecutionis (Reglas para el tiempo de persecución), de autor diferente y que circulaban también insertadas en otras obras.
- Tercer estado

Después de las magnas tribulaciones que ocasionará este Anticristo místico, habrá, dice, paz general por toda la tierra, así como general purgación
del estamento eclesiástico. En este tercer estado, dice, sólo quedarán los buenos y los elegidos.
Sobre la duración de este estado, no fija tiempo cierto. Concluirá, eso sí, con la venida del Anticristo final, que será vencido y muerto por Cristo, tal como describe. E immediatamente después comenzará el Juicio Final.

## Influencias
Cita como fuentes explícitamente Hildegarda de Bingen, Joaquín de Fiore y el ermitaño de Lampedusa. 
En esta primigenia división trinitaria que hace de los estados del mundo y en la manera como lo expone el autor de este opúsculo, podemos percibir ya una clara influencia joaquimita. De esta manera, para el abad de Fiore, así como en Dios hay tres personas, en la historia del mundo podemos distinguir tres grandes períodos o “estados”, atribuidos a las tres Personas divinas. El primer estado comprende la historia precristiana. En él los hombres vivían carnalmente, en el temor y la esclavitud. El segundo, en que los hombres vivían entre la carne y el espíritu, cabe entenderlo entre la venida de Cristo y el año 1260. A partir de este año, según el abad calabrés, se viviría según el espíritu.
La exposición concreta hecha podría tener una influencia también de Arnau de Vilanova. Como mínimo, los términos usados coinciden con los que utiliza en su Expositio super Apocalipsi (Exposición sobre el Apocalipsis)..
Deberíamos también hacer notar la influencia de Ubertino de Casale y de Pèire Joan Oliu

## Debate sobre la autoría
En contra de la autoría eiximeniana se han manifestado el padre Martí de Barcelona, Tomás Carreras y Artau, o más modernamente Josep Perarnau
A favor de la autoría eiximeniana se manifestó Albert Hauf al transcribirlo, si bien con algunas reservas. También los franciscanos Atanasio López, Andrés Ivars, Josep Pou, OFM. y Pere Sanahüja También es destacable la opinión favorable a la autoría eiximeniana de este opúsculo, de Pere Bohigas

## Ediciones digitales
- Edición en la Biblioteca Electrónica del NARPAN.
- Edición dentro de las obras completas de Francesc Eiximenis (en catalán y en latín) Archivado el 2 de abril de 2012 en Wayback Machine..